# Elijah Muhammad
 (septembre 2021).
Elijah Muhammad, né Elijah Robert Poole le 7 octobre 1897 à Sandersville (Géorgie) et mort le 25 février 1975 à Chicago (Illinois), est un chef religieux américain suprémaciste noir. S’étant autoproclamé messager d'Allah, il était le dirigeant de la Nation of Islam (NOI), une organisation religieuse musulmane, nationaliste noire nord-américaine et suprémaciste.

## Biographie
Elijah Muhammad est né Elijah Robert Poole le 7 octobre 1897, dans la petite ville de Sandersville, en Géorgie. Ses parents avaient travaillé sur une plantation de coton. Son père était également prédicateur baptiste. Elijah Poole a quitté le domicile familial à l'âge de 16 ans, et voyagé à travers le pays, faisant toutes sortes de menus métiers.
Il épouse en 1917 Clara Evans (1899-1972), qui deviendra par la suite « mère Clara Muhammad ». En 1923, le couple se fixe dans la ville de Détroit, où Elijah Poole travaille sur une chaîne de montage de Chevrolet.

### Adhésion à Nation of Islam
Poole et ses deux frères[Qui ?] sont devenus très tôt des disciples de Wallace Fard Muhammad, le fondateur de Nation of Islam en 1930. L'idéologie de l'organisation affirme dès l'origine que l'Islam est la véritable religion des Noirs, que le christianisme des Blancs est la religion de l'esclavage, et que les Noirs doivent refuser la soumission aux « démons blancs », représentant du mal sur la Terre. L'Islam ainsi prêché est très loin de l'Islam orthodoxe, et n'est d'ailleurs pas reconnu par celui-ci.
Wallace Fard Muhammad a disparu, aussi mystérieusement qu'il était apparu, à l'été 1934. Le mouvement qu'il avait fondé a rapidement développé plusieurs factions, la plus importante étant celle menée par Poole, qui était devenu un lieutenant important de Fard, et qui avait pris le nom d'Elijah Muhammad.

### Direction deNation of Islam
S'établissant à Chicago, loin des factions musulmanes hostiles de Détroit, Elijah Muhammad construit ce qui devient rapidement le centre le plus important du mouvement. Chicago comporte non seulement un temple de la NOI, mais aussi un premier journal appelé The Final Call to Islam, une « université de l'Islam » (une école élémentaire privée), ainsi que plusieurs entreprises : maisons de rapport, magasins, épicerie, restaurants... Progressivement, des temples sont ouverts dans d'autres villes, et des fermes rachetées, dans le but de pouvoir offrir aux membres une nourriture halal. Le mouvement impose des règles strictes à suivre concernant l'habillement (celui-ci devant être élégant et conservateur), la nourriture, ainsi que l'interdiction de divers aliments, l'interdiction de fumer, de se droguer, de jouer aux jeux d'argent, de danser et de boire de l'alcool.
Elijah Muhammad a également mis à jour la théologie du mouvement. Sous son ministère, Wallace Fard Muhammad a été proclamé l'incarnation terrestre d'Allah (Dieu), Elijah Muhammad étant son prophète divinement désigné. Muhammad a également enseigné que les Noirs ont constitué les êtres humains originaux, mais qu'un scientifique noir fou appelé Yakub avait créé une « bête » blanche par ses manipulations génétiques. Les Blancs ont alors reçu une dispense provisoire pour régir le monde. Cette période, cependant, se termine. Le temps est venu pour que les Noirs reprennent leur ancien rôle dominant. Ces caractéristiques démarquent très fortement la NOI de l'Islam, au point de le rendre incompatible avec ce dernier. La guerre violente est probable avant que la transition puisse être accomplie. En attendant, Muhammad a préconisé une nation indépendante pour les Afro-Américains.

### Emprisonnement
En 1942, pendant la Seconde Guerre mondiale, Muhammad est l'un des chefs de la NOI arrêtés sur l'accusation de sédition et de conspiration. Il est accusé de sympathiser avec les Japonais, et d'encourager ses membres à résister à la conscription. Il proclame en effet à l'époque que tous les non-Blancs sont opprimés par les Blancs, et qu'il n'y a aucune raison pour que les Afro-Américains combattent pour leurs oppresseurs blancs. Muhammad n'est pas pacifiste, mais il a affirmé que la seule guerre à laquelle les Afro-Américains devraient participer serait la prochaine « bataille d'Armageddon » dans laquelle les Noirs réaffirmeraient leur supériorité légitime. Pour ses mots et actions, Muhammad a passé quatre ans, de 1942 à 1946, dans la prison fédérale de Milan, dans le Michigan.

### Critiques et départ de Malcolm X
En 1963, Warith Deen Muhammad, le propre fils d’Elijah Muhammad et un ami proche de Malcolm X, informe ce dernier que son père, Elijah Muhammad, aurait mis enceinte six de ses secrétaires. En juin 1964, Malcolm X accuse publiquement Elijah « d'avoir 8 enfants avec six adolescentes différentes » qui « étaient ses secrétaires privées », alors que l’adultère est totalement contraire aux enseignements de Nation of Islam. Elijah Muhammad lui-même aurait fini par indiquer qu’étant l’envoyé de Dieu sur terre, il n’était pas soumis aux mêmes règles que le commun des mortels, expliquant que cette activité avait pour but de suivre la lignée des prophètes bibliques. 
Malcolm X, ayant également des différends politiques avec Muhammad (ce dernier étant hostile à la fin de la ségrégation raciale), fonde son propre mouvement, qui se rattache à l'Islam sunnite, et rejette le racisme de Nation of Islam.

### Décès et postérité

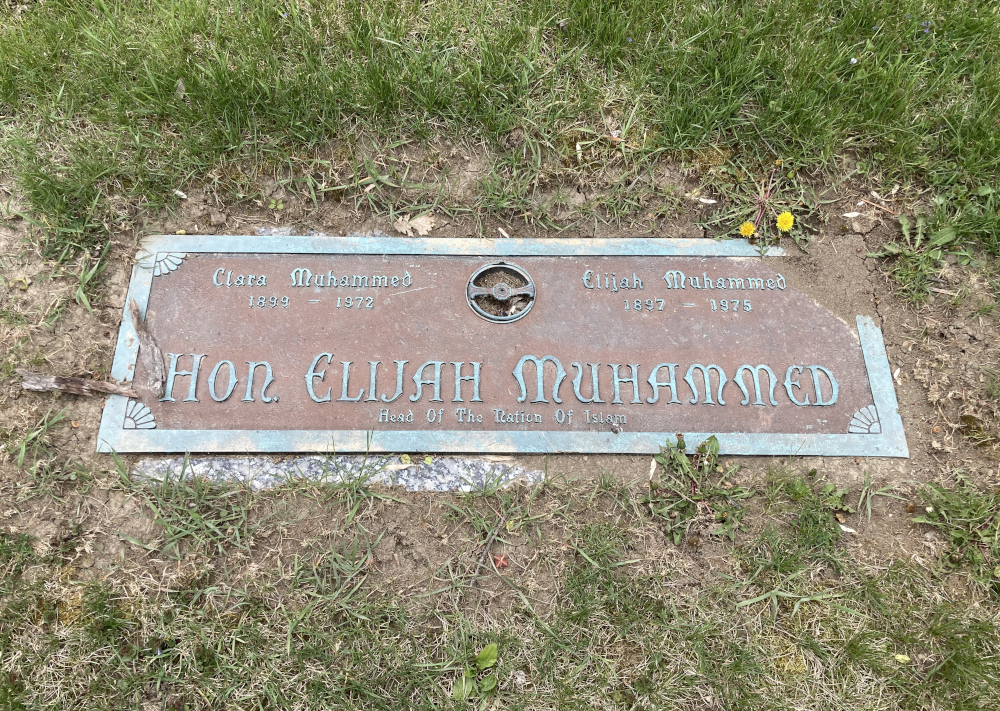
Tombe d'Elijah Muhammad et de son épouse.

Le 25 février 1975, Elijah Muhammad meurt d'une insuffisance cardiaque, à Chicago, à l'âge de 77 ans. Après sa mort, la conduite de son mouvement passe à son fils, Wallace (maintenant Warith) Deen Muhammad. Celui-ci rattache l'organisation à l'Islam sunnite orthodoxe, abandonnant les aspects de la théologie incompatible avec l'Islam, comme la divinité de Wallace Fard Muhammad, ou le racisme antiblanc. Il renomme le mouvement en the World Community Al-Islam in the West (WCIW) puis en Muslim American Society, avant de le dissoudre pour laisser la place à des communautés musulmanes locales autonomes, conformément à la pratique sunnite habituelle. Il commence également à appeler les Noirs « Bilalians » d'après Bilal, le premier muezzin de l'Islam, qui était noir. Warith Muhammad assouplit le strict code vestimentaire, abandonne la résistance au service militaire, accepte le patriotisme américain, et encourage les mosquées noires à s'ouvrir aux musulmans blancs. 
Beaucoup de membres, dérangés par cette nouvelle orientation, se retirent. Parmi eux, le groupe le plus important conserve le nom de Nation of Islam, sous la direction de Louis Farrakhan. Farrakhan maintient généralement les idées et les pratiques d'Elijah Muhammad, y compris les règles comportementales strictes.